# Ex on the Beach
Ex on the Beach ist ein internationales Fernsehshow-Format, das 2014 von MTV entwickelt und inzwischen in mehr als 15 Ländern adaptiert wurde.

## Konzept
In der Show werden junge Singles an einen exotischen Ort verbracht, dort von Kameras begleitet und mit ihren früheren Partnerinnen bzw. Partnern konfrontiert.

## Ausgaben

### Ex on the Beach (MTV UK)
Das Format startete am 22. April 2014 auf dem britischen MTV. Seitdem wurden elf Staffeln produziert. Die bereits fertig produzierte zehnte Staffel wurde kurz vor Beginn der Ausstrahlung zurückgezogen und nicht gesendet, als der Teilnehmer Mike Thalassitis starb. Die elfte Staffel wurde mit Prominenten besetzt.
Im deutschsprachigen Fernsehen wurden einige Folgen des britischen Ex on the Beach auf VIVA, Nicknight und MTV Germany ausgestrahlt.

### Ex on the Beach (RTL Deutschland)
In Deutschland sicherte sich RTL Deutschland die Rechte an dem Format. Eine erste Staffel wurde produziert und zunächst ab 1. September 2020 auf dem Streamingportal RTL+ veröffentlicht. Die Fernsehausstrahlung erfolgte ab 15. September 2020 auf RTL. Obwohl die Einschaltquoten der Fernsehausstrahlung hinter den Erwartungen zurückblieben, wurde im November 2020 die Produktion einer zweiten Staffel angekündigt. Die Ausstrahlung der zweiten Staffel mit insgesamt 16 Episoden erfolgte ab dem 15. April 2021 nur auf RTL+. Ab dem 12. Mai 2022 erfolgte die wöchentliche Ausstrahlung der dritten Staffel auf RTL+. In den folgenden Jahren erschienen die Staffeln 4, 5 und 6 auf RTL+. 

### Weitere Ausgaben (Auswahl)
| Land                | Titel                          | Sender            | Erstausstrahlung   | Beleg  |
| ------------------- | ------------------------------ | ----------------- | ------------------ | ------ |
| Brasilien           | De Férias com o Ex             | MTV Brazil        | 13. Oktober 2016   | [ 9 ]  |
| Dänemark            | Ex on the Beach                | Kanal 4           | 20. August 2018    | [ 10 ] |
| Finnland            | Exiä rannalla                  | Sub               | 7. September 2016  | [ 11 ] |
| Frankreich          | La Revanche des ex             | NRJ 12            | 22. August 2016    | [ 12 ] |
| Ungarn              | Exek az Édenben                | Viasat 3          | 18. April 2017     | [ 13 ] |
| Italien             | Ex on the Beach Italia         | MTV Italy         | 26. September 2018 | [ 14 ] |
| Mexiko              | La Venganza de los Ex          | MTV Latin America | 21. August 2018    | [ 15 ] |
| Niederlande Belgien | Ex on the Beach: Double Dutch! | MTV Nederland     | 28. August 2016    | [ 16 ] |
| Norwegen            | Ex on the Beach                | TVNorge           | 14. August 2018    | [ 17 ] |
| Polen               | Ex Na Plazy                    | MTV Poland        | 7. November 2016   | [ 18 ] |
| Russland            | Экс на пляже                   | Friday!           | 7. November 2016   | [ 19 ] |
| Schweden            | Ex on the Beach                | Kanal 5           | 6. April 2016      | [ 20 ] |
| Vereinigte Staaten  | Ex on the Beach                | MTV               | 19. April 2018     | [ 21 ] |